# Götaplatsen
La Götaplatsen es una plaza pública en Gotemburgo, Suecia, en el extremo sur de Avenyn, el bulevar principal de la ciudad. La plaza fue inaugurada en el marco de la Exposición Conmemorativa de Gotemburgo (1923), que recordaba el 300.º aniversario de la ciudad.
Götaplatsen es el centro cultural de Gotemburgo, bordeada por la Sala de Conciertos de Gotemburgo (donde tiene su sede la Orquesta Sinfónica de Gotemburgo), el Museo de Arte de Gotemburgo, el Teatro de la ciudad de Gotemburgo y la Biblioteca Municipal. En el centro de la plaza presidiéndola esta la estatua de Poseidón obra realizada por Carl Milles que se ha convertido en uno de los símbolos de la ciudad. El festival cultural anual de la ciudad reúne a diferentes artistas musicales suecos que suelen realizar presentaciones gratuitamente en la plaza.